# Vilabertran

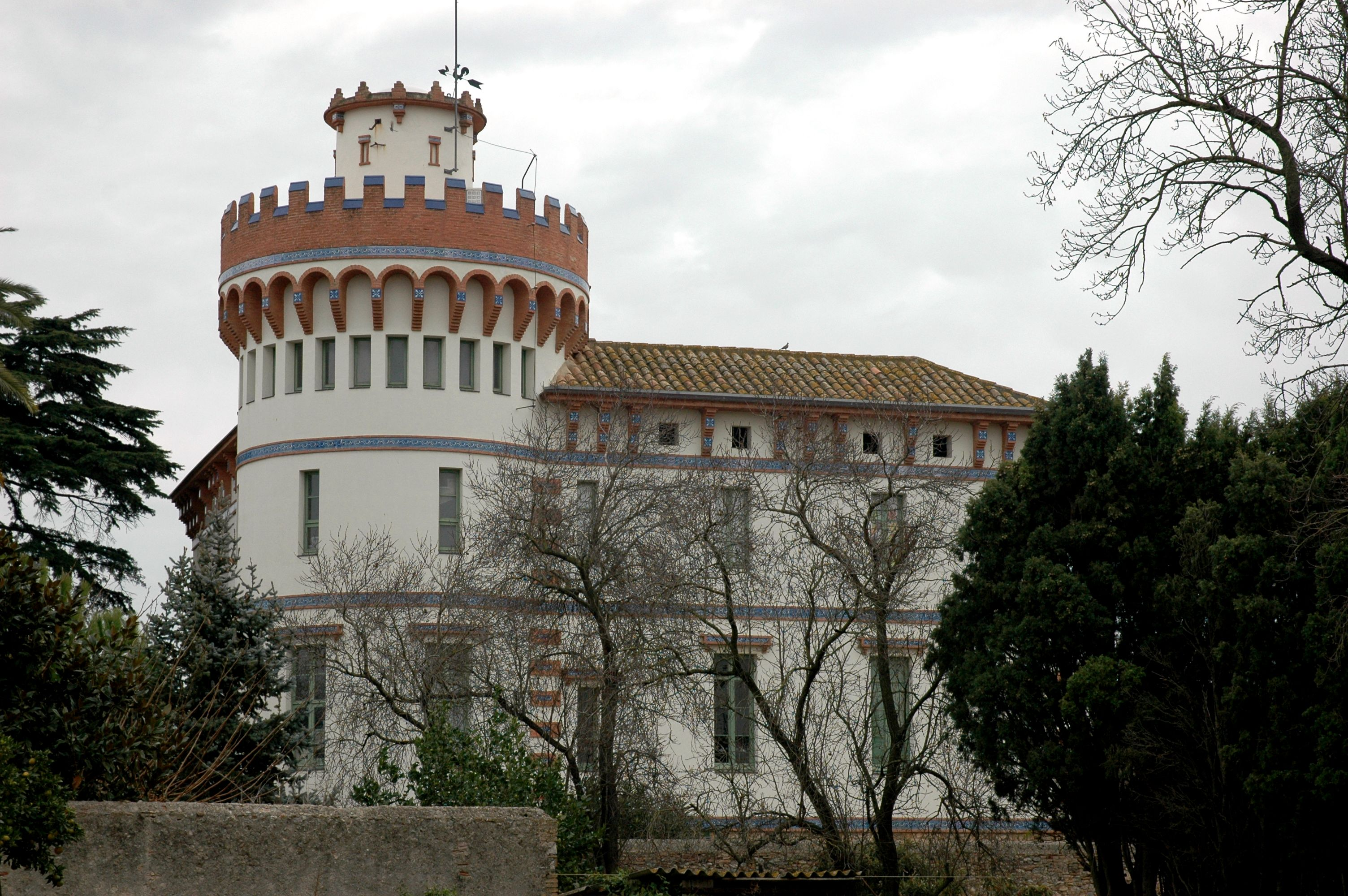
modernistischer Turm Torre d’en Reig

Die Gemeinde Vilabertran liegt in der autonomen Region Katalonien. Sie gehört zur Provinz Girona im Nordosten Spanien und ist Teil des Comarca Alt Empordà. Sie grenzt unmittelbar an Figueres und wird ihrerseits begrenzt durch den Verlauf der Flüsse La Muga im Norden und dem Manol im Süden.

## Geschichte
Das Dorf entstand rund um das Kloster Santa Maria de Vilabertran, einer wichtigen Abtei des Augustinerordens, die bis ins Jahr 1835 bestand.

## Politik
Die Kommunalwahl 2007 ergab folgende Sitzverteilung im Gemeinderat:
1. Esquerra-AM: 6 Sitze
2. PSC-PM: 1 Sitz

## Wirtschaft
Ein Teil der Bevölkerung lebt von der Landwirtschaft, die vor allem Gemüse für den Markt in Figueres und umliegenden Gemeinden produziert. Das dafür nötige Wasser wird über Kanäle aus dem Stausee Boadella auf Vilabertrans Felder geleitet.

## Sehenswürdigkeiten
- Monestir de Santa Maria de Vilabertran. Romanisches Kloster aus dem 11. Jahrhundert.
- Torre d’en Reig. Jugendstil-Turm aus dem 19. Jahrhundert, heute Sitz der Gemeindeverwaltung.